# Alexander von Lüders
Alexander Nikolajevitsj von Lüders (Russisch: Александр Николаевич Лидерс) (Podolië, 26 januari 1790 - Sint-Petersburg, 13 februari 1874) was een Russische generaal.
De uit een Duits adelsgeslacht stammende Alexander Nikolajevitsj von Lüders nam in 1805 dienst in het Russische leger en vocht bij Austerlitz tegen Napoleon. Zijn vader, generaal-majoor Nikolay Ivanovich von Lüders, was eveneens in Russische dienst. Ook in Finland in 1808, in Turkije in 1810 en tijdens de Russisch-Franse oorlogen tussen 1812 en 1815 heeft Von Lüders meegevochten. Bij Külm in Duitsland raakte Von Lüders in een gevecht met Franse troepen zwaargewond.

In 1828 onderscheidde de jonge Von Lüders zich in een nieuwe oorlog tegen de Turken en in 1831 was hij de brigadegeneraal die het opstandige Warschau liet bestormen.

In 1844 vocht v.Lüders op de Kaukasus en in 1848 in Roemenië waar hij, samen met de Osmaanse generaal Omar Pascha een opstand in de aan de Turkse sultan onderworpen Donauvorstendommen Moldau en Walachije onderdrukte.
In 1849 was het luitenant-generaal Von Lüders die het gezag van de Habsburgers in het opstandige Hongarije herstelde. Hij veroverde Zevenburgen en versloeg de Hongaren bij Schäßburg. Koning Willem III der Nederlanden was over het neerslaan van de Hongaarse opstand zozeer te spreken dat hij een aantal Russische officieren de Militaire Willems-Orde verleende. Op 15 oktober 1849 werd Alexander von Lüders
commandeur in de Militaire Willems-Orde.
In de Krimoorlog van 1853 heeft Lüders alleen in de eerste fase een rol gespeeld. Hij drong met zijn leger door op Turks grondgebied maar moest het commando om gezondheidsredenen opgeven. Op de Krim waar hij het Zuidelijke leger in de strijd tegen Turken, Fransen en Britten commandeerde was hij in 1856 degene die namens de Tsaar een staakt-het-vuren afkondigde.
Na een langdurige vakantie in Italië en Frankrijk waar hij genezing voor zijn verslechterende ogen zocht werd generaal Lüders stadhouder of "Namestnik" van Polen. Hij onderdrukte de Polen, hun taal en hun cultuur met alle hardheid die de Tsaar van hem verwachtte. Toen de Russische regering in 1862 een iets gematigder heerschappij wilde invoeren protesteerde Lüders. Hij werd daarom weggepromoveerd naar de, machteloze, Russische Staatsraad. Een graventitel die ook door de kinderen van zijn enige dochter kon worden geërfd moest de pil vergulden.
Nog voor zijn vertrek uit Warschau raakte Lüders bij een aanslag door Andrij Potebnia zwaargewond. Hij kon niet meer als bevelhebber optreden en probeerde in Duitsland en Odessa van zijn kwetsuren te herstellen. Hij stierf in 1874.

## Onderscheidingen
- Orde van Sint-Vladimir
  - 1e klasse op 6 augustus
  - 2e klasse op 17 april 1836
  - 3e klasse op 21 augustus 1828
  - 4e klasse op 19 december 1812
- Orde van Sint-Anna
  - 1e klasse op 22 augustus 1831
  - Diamanten in 1828
  - 2e klasse in 1813
- Orde van Sint-George
  - 2e klasse op 4 augustus 1849
  - 4e klasse op 1 januari 1830
- Orde van de Witte Adelaar op 16 april 1841
- Alexander Nevski-orde op 5 augustus 1844
  - Diamanten op 19 september 1847
- Orde van Sint-Andreas de Eerstgeroepene
  - Diamanten op 30 maart 1854
- Commandeur in de Virtuti Militari in 1831
- Gouden zwaard voor dapperheid op 30 november 1811
- Gouden zwaard voor dapperheid op 6 november 1812
- Grootkruis in de Leopoldsorde in 1849
- Commandeur in de militaire Orde van Maria Theresia in 1849
- Commandeur in de Militaire Willems-Orde op 15 oktober 1849[1]

- Virtual International Authority File: 1213152744563127850007